# Tetrix guinanensis
Tetrix guinanensis är en insektsart som beskrevs av Zheng, Z. och G. Jiang 2002. Tetrix guinanensis ingår i släktet Tetrix och familjen torngräshoppor. Inga underarter finns listade i Catalogue of Life.